# Торська Анжела Анатоліївна
Анже́ла Анато́ліївна То́рська (* 1978) — українська боксерка. Чемпіонка України, Європи, та світу (2002).

## З життєпису
Народилась 1978 року в Полтаві. Шестиразова чемпіонка України, дворазова чемпіонка Європи та чемпіонка світу з боксу.
2002 року стала чемпіонкою світу з боксу серед жінок-аматорів. У Анталії в фінальному двобої у ваговій категорії 81 кг перемогла росіянку Ірину Смірнову.
У 2007 році переїхала в США, продовжила займатися боксом. Оселилась у російському кварталі Нью-Йорка; підпрацьовувала в кондитерській і професійно тренувалася у боксерському залі на Мангеттені. Продовжила виступи на рингу — без поразки. Працювала в охоронній компанії, що належала меру Нью-Йорка Майклу Блумбергу. Серед людей, яких охороняла, була і телеведуча Опра Уінфрі.